# Санмикели, Микеле
Микеле Санмикели, или Микели (Микеле) да Сан-Микеле (итал. Michele Sanmicheli, Micheli da San Michele; 1484, Сан-Микеле — 1559, Верона) — «Микеле из Сан-Микеле», итальянский архитектор и инженер фортификации эпохи заката Высокого Возрождения и наступления периода маньеризма.

## Биография
Микеле Санмикели, сын Джованни, родился в городке Сан-Микеле близ Вероны, область Венето на севере Италии, между 1484 и 1488 годами, в известной семье ломбардских каменотёсов из прихода Сан-Микеле в Порлецце (Ломбардия), недалеко от озера Лугано. Эта местность, как и кантон Тичино, всегда славилась умелыми каменщиками, строителями и инженерами. О его матери нет никаких известий, кроме того, что она умерла раньше своего мужа, который хотел быть погребённым рядом с ней в церкви св. Евфимии. Год рождения Микеле до настоящего времени обсуждается: 1484 год, указанный Джорджо Вазари и, по-видимому, обоснованный автографом 1556 года, не имеет дополнительного подтверждения.
Микеле учился у отца Джованни и дяди Бартоломео Санмикели, работавших в Вероне, в то время входившей в состав Венецианской республики. Он изучал основы строительной профессии вместе с братом Якопо (который умер молодым) и своим двоюродным братом Маттео (ок. 1480—после 1528) в семейной мастерской.
К концу 1505 года юный Санмикели осиротел (оба родителя умерли), брат Якопо был близок к смерти, а другой брат, Алессандро, ушёл в монастырь в Болонье. Поэтому у него не было причин оставаться в родительском доме и в возрасте шестнадцати лет Микеле переехал в Рим, где изучал античную скульптуру и архитектуру, и, возможно, был ассистентом архитектора Антонио да Сангалло, занимался рисованием и часто посещал мастерские скульпторов-архитекторов, таких как братья Туллио и Антонио Ломбардо. В Риме он бывал у архитектора и своего покровителя фра Джованни да Верона, работавшего при папском дворе, а также в кругу сотрудников Донато Браманте. После пребывания в Риме, изучения искусства Браманте, Рафаэля, Сансовино и Сангалло, он вернулся в Верону, где в течение своей жизни получал многочисленные и престижные заказы.
Микеле проектировал укрепления, мосты и каналы в обширной венецианской республике, заработав тем самым отличную репутацию. Свидетельства его деятельности можно найти в Венеции, Вероне, Бергамо и Брешии, он много работал в Далмации, в Задаре и Шибенике, на Крите и Корфу. Благодаря пребыванию в этих местах он, вероятно, был единственным итальянским архитектором шестнадцатого века, имевшим возможность увидеть и изучить греческую архитектуру, возможный источник его вдохновения как архитектора.
После 1509 года около двух десятилетий Микеле Санмикели работал в Орвието, где в 1512 году был назначен мастером-строителем Собора, а также спроектировал и построил ряд церквей и палаццо. Между 1525 и 1526 годами Санмикели по поручению кардинала Алессандро Фарнезе (будущий папа Павел III) работал над проектом собора в Монтефьясконе, — октогона (восьмигранного купольного сооружения), близкого тем, что разрабатывал Браманте, который напоминает церковь Санта-Мария-ди-Лорето в Риме. От этого здания остались только следы колоннады с антаблементом из-за пожара 1670 года и последующей радикальной перестройки Карло Фонтана.
Одновременно, в 1509—1527 годах, Санмикели состоял на службе у папы Юлия II, по его заказу укреплял стены Пармы и Пьяченцы. В начале XVI века венецианское правительство было озабочено защитой своих границ, опасения, которые усилились после поражения Венеции в войне Камбрейской лиги (1508—1516). Для защиты республики было решено осуществить проект по улучшению оборонительных сооружений, поэтому венецианцы нашли в Санмикели подходящего человека для выполнения этой деликатной задачи.
После разгрома Рима войсками императора Карла V в 1527 году архитектор вернулся в Верону. 28 октября 1530 года он был официально назначен управляющим военным строительством Вероны (soprintendente alle fabbriche militari di Verona). Он возводил ворота городских укреплений Порта Нуова (1535—1540), Порта-Сан-Дзено (1541) и Порта Палио (1547); при постройке фортификаций города впервые применил бастионную систему укреплений. В качестве военного архитектора он работал во многих городах северной Италии.
Кроме Микеле и его двоюродного брата (?), скульптора и архитектора Маттео Санмикели (ок. 1480—после 1528), был известен Паоло Санмикели (1487—1559), также архитектор, прозванный по месту рождения Паоло да Порлецца (Paolo da Porlezza).

## Архитектурное творчество
Н. Певзнер безоговорочно отнёс архитектурное наследие Санмикели к маньеризму. Б. Р. Виппер назвал Санмикели «наиболее крупным из североитальянских архитекторов первой половины XVI века», но отметил, что этот мастер «придал архитектуре сугубо рационалистическое и в известной мере инженерное направление», при этом, испытав «воздействие кризиса культуры Возрождения». В стилевом же отношении Санмикели предвосхитил «своеобразную особенность венецианской архитектуры XVI века, заметно отличающую её от римско-тосканского зодчества того же времени, — оживление стены богатой игрой швов, пролётов и проёмов, динамической сменой выступов и углублений». В. Г. Власов писал, что Санмикели «создал оригинальный архитектурный стиль, соединяющий элементы римского и венецианского классицизма с традициями фортификационного веронского зодчества позднего средневековья. Это был стиль мощной и суровой архитектуры, совершенно непохожей на узорчатые венецианские палаццо. Санмикели — „фасадный архитектор“, его называли „поэтом стены и руста“, поскольку рустовка в его зданиях приобретала самые разнообразные черты, придавая стене особую живописность» в духе Джулио Романо и его Палаццо дель Те в Мантуе.
Санмикели построил три больших светских здания (палаццо) в Вероне: Палаццо Бевилаква, Палаццо Каносса, Палаццо Помпеи. Эти постройки имели важное значение в истории итальянской архитектуры. Он также возводил Палаццо Гримани ди Сан-Лука на Большом уканале в Венеции (1556—1575), купол церкви Сан-Джорджо-ин-Браида, фасад церкви Санта-Мария-ин-Органо. По заказу Джироламо Корнаро (кондотьера Падуи в 1538 году) Санмикеле построил бастион Корнаро, в 1539 году — виллу Корнаро в Пьомбино-Дезе. Позднее, по заказу его брата Джованни — оформлял интерьеры Палаццо Корнер-Спинелли на Большом Канале в Венеции.
Санмикели обогатил классическую ордерную систему сложными декоративными деталями, создал новый тип городского палаццо с величественными богато украшенными фасадами, в которых всё движение развивается от входа (в Венеции — от причала) через парадную лестницу к роскошному парадному залу на втором «благородном» этаже (piano nobile). Изучив в Далмации античную греческую архитектуру, он использовал необычные для того времени детали, например архаичные дорические колонны без базы.
Среди церковных построек Санмикели — капелла Пеллегрини в церкви Святого Бернардино в Вероне, в которой архитектор использовал архитектурные мотивы древнеримского Пантеона, цилиндрическая купольная церковь Мадонны ди Кампанья (Санта-Мария делла Паче; 1559).

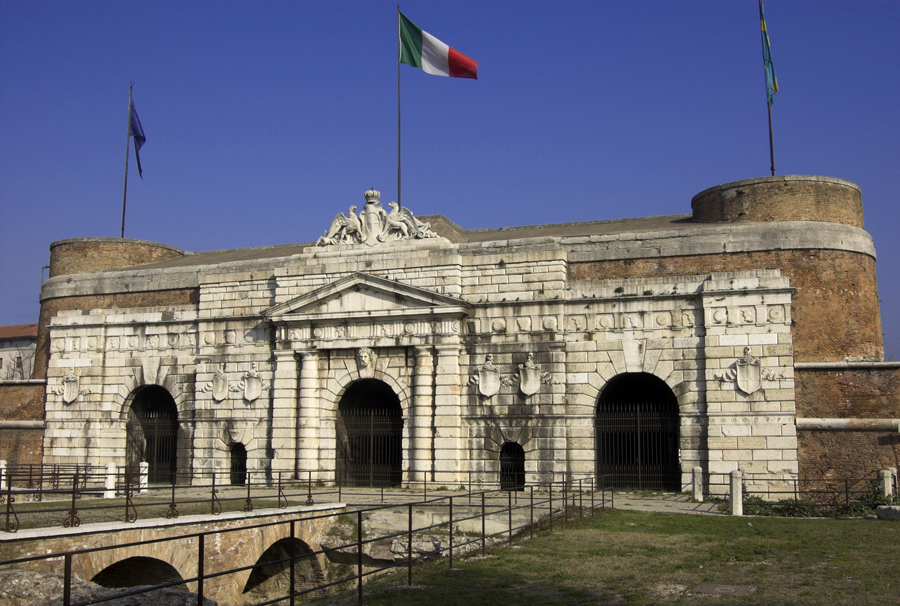
Порта Нуова. Верона. 1535—1540
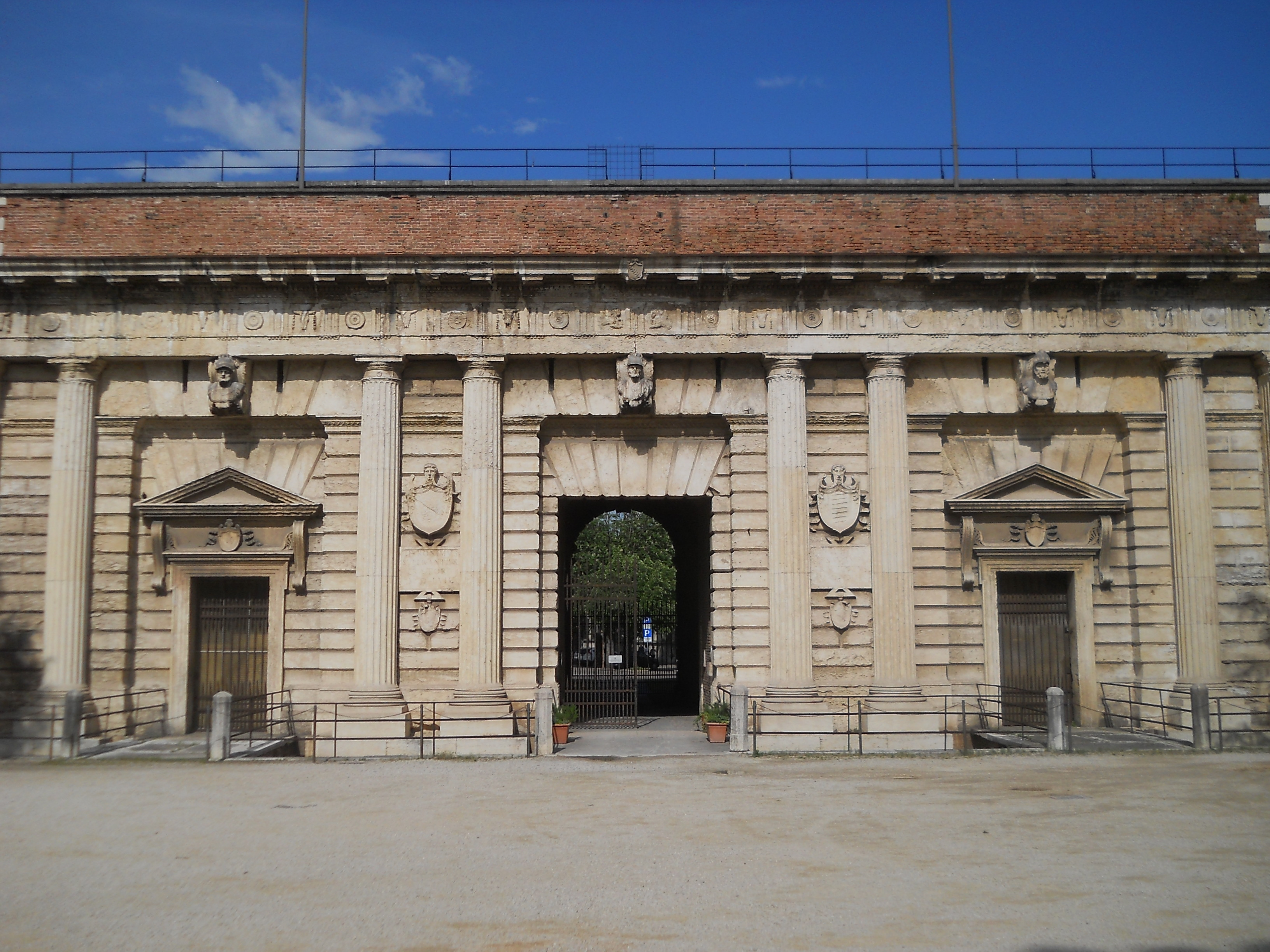
Порта Палио. Верона. 1542—1557
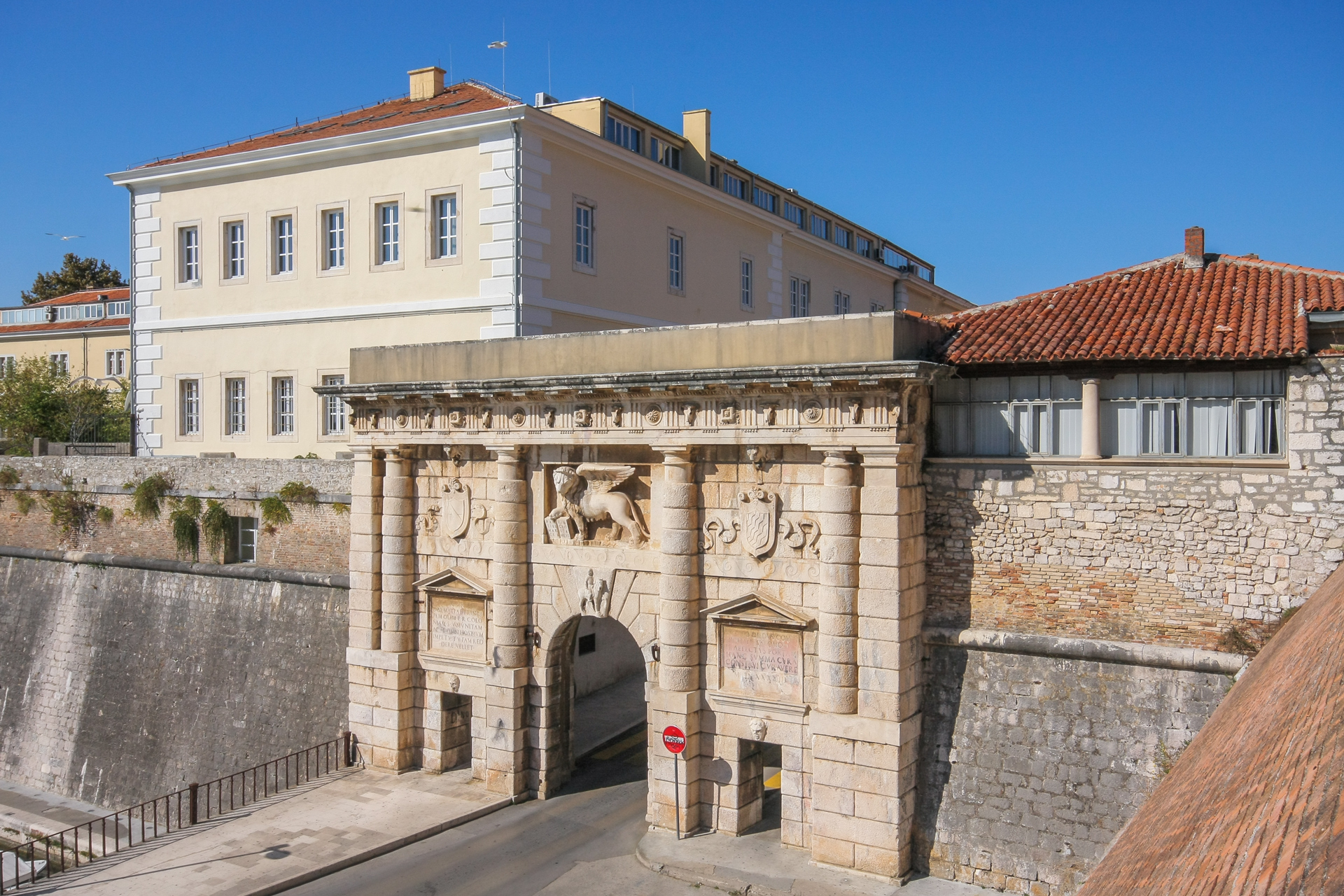
Городские ворота с львом Святого Марка. Задар
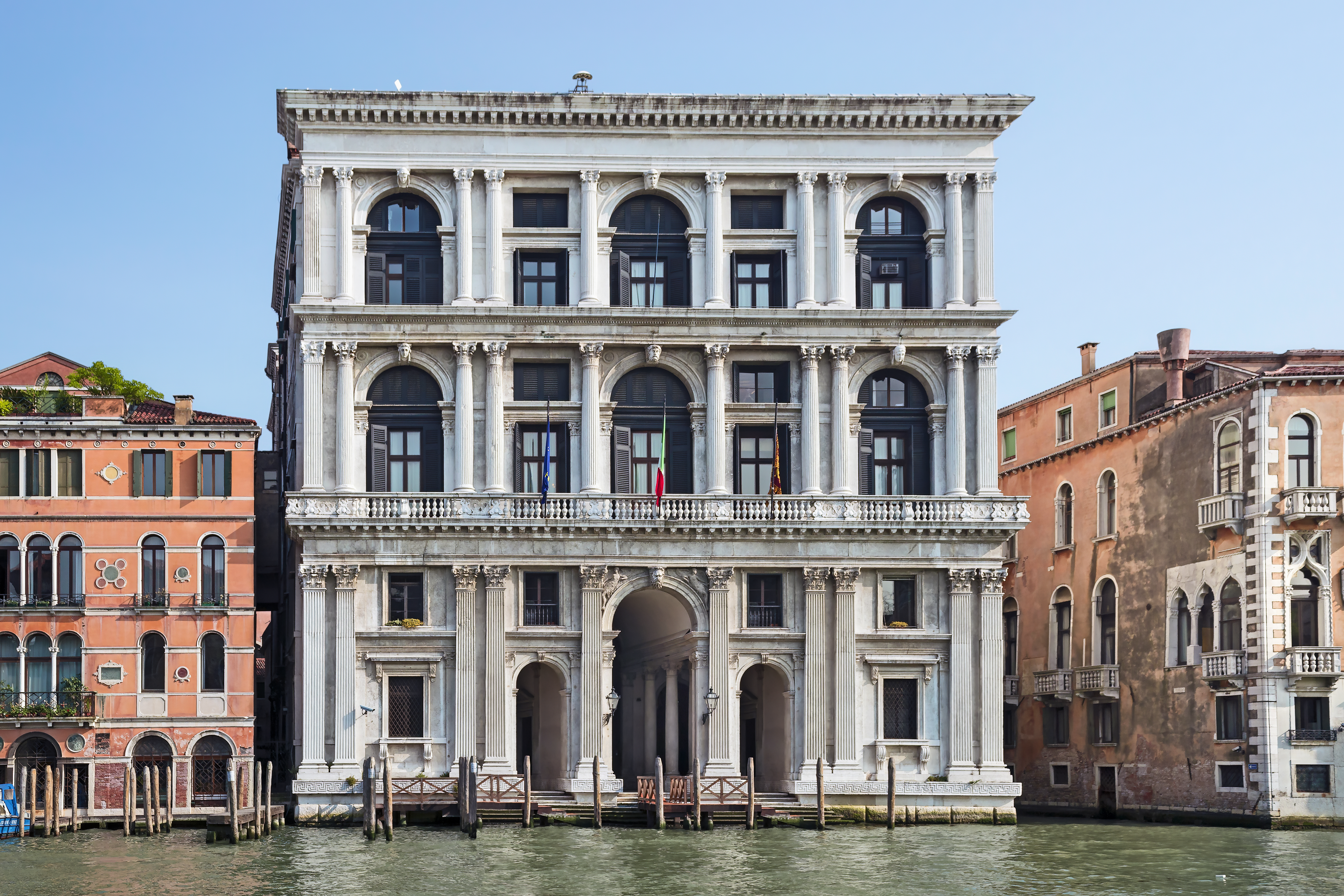
Палаццо Гримани ди Сан-Лука в Венеции. Главный фасад. 1556—1575
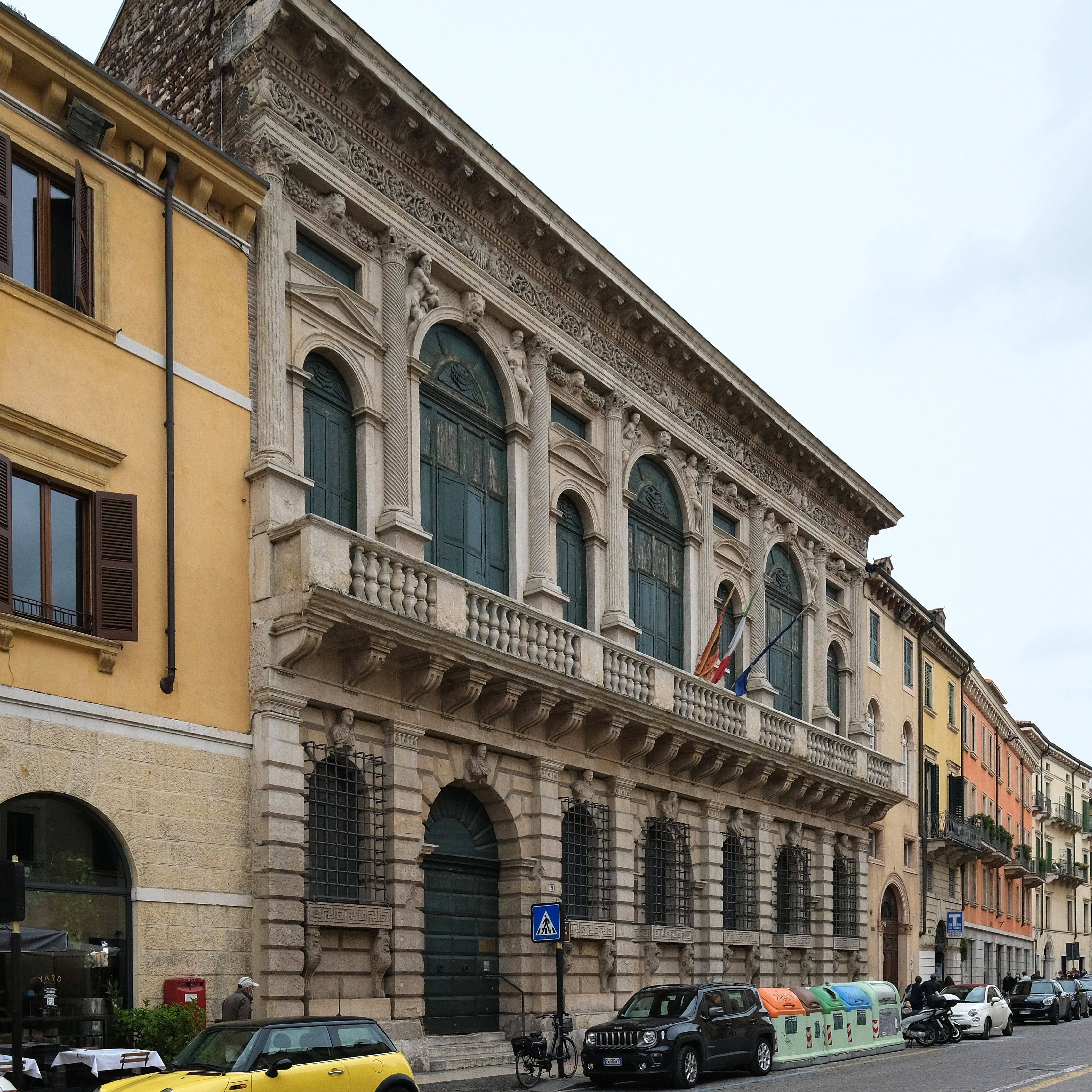
Палаццо Бевилаква. Верона. Ок. 1530
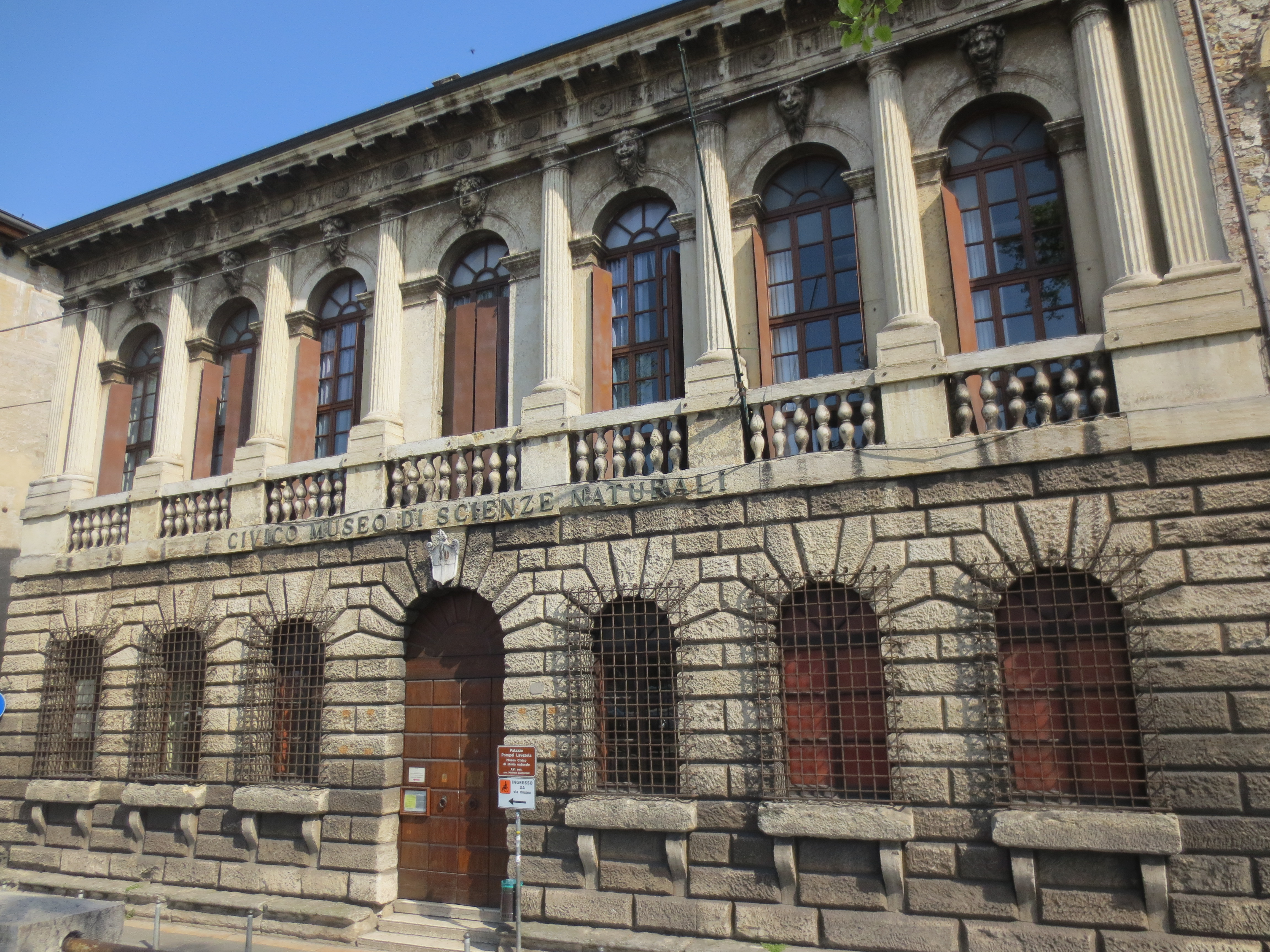
Палаццо Помпеи. Верона
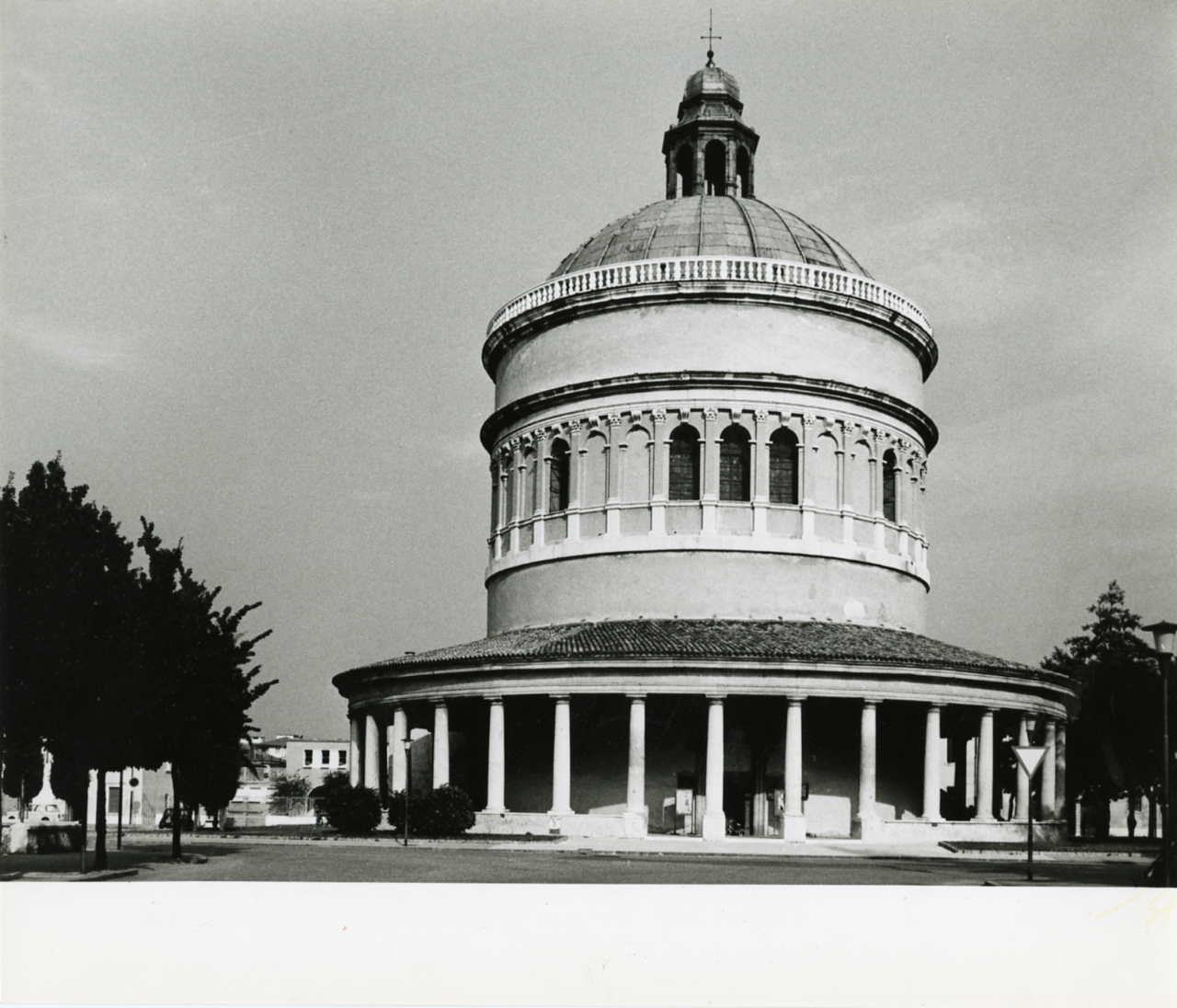
Церковь Мадонны ди Кампанья. 1559. Верона. Фотография П. Монти. 1972
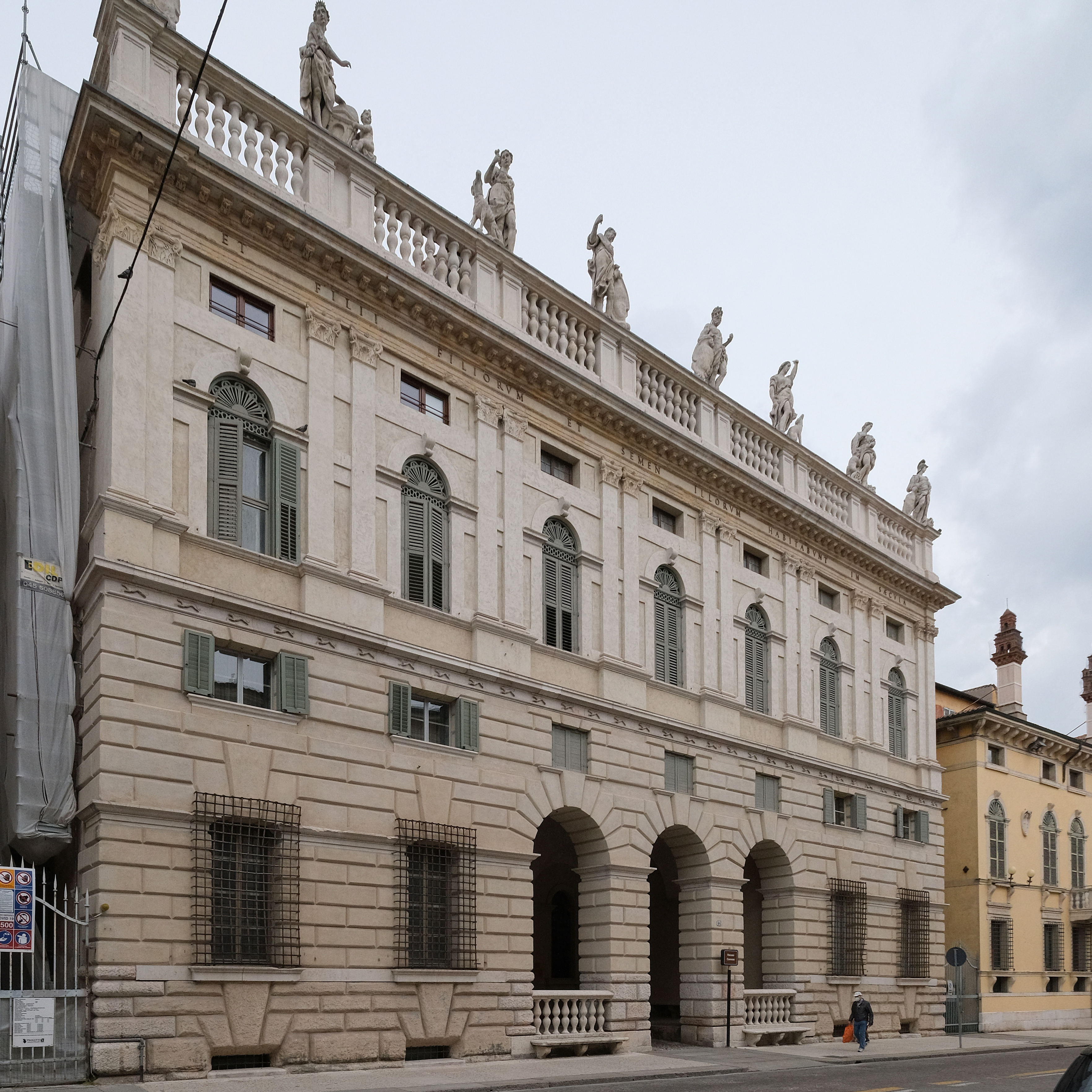
Палаццо Каносса. Верона. 1532